# Nam Anh (võ sư)
Võ sư Nam Anh, tên thật là Phan Bảo Thạch, là một võ sư Vĩnh Xuân Quyền người Việt và hiện là chưởng môn Việt Nam Vịnh Xuân Chính thống phái tại Canada.

## Tiểu sử
Ông tốt nghiệp Cao học Luật Công pháp Quốc tế tại trường Đại học Luật khoa Sài Gòn, và có bằng cử nhân văn chương Pháp và Đức tại Phân khoa Sư phạm thuộc Viện Đại học Sài Gòn.
Năm 1973, ông là Luật sư Tòa Thượng Thẩm Sài Gòn.
Sau khi Việt Nam thống nhất, ông là hội viên Hội Luật gia Việt Nam từ năm 1977 đến 1986.
Sau năm 1986, ông sang định cư ở Montréal, Canada, và tiếp tục theo học và hoàn thành chương trình Tiến sỹ Luật thương mại quốc tế tại đây.

## Sự nghiệp võ học

### Tại Việt Nam
Từ nhỏ, ông được ông ngoại truyền dạy võ công Thiếu Lâm Tự. Năm 1967, ông theo học môn phái Võ Đang từ võ sư Trương Tòng Phú, lúc đó là Đại Sư chưởng môn phái Võ Đang.
Từ năm 1969 đến 1975, ông theo học Vĩnh Xuân Quyền với võ sư Hồ Hải Long, đồ đệ của Sư tổ Vĩnh Xuân Việt Nam Nguyễn Tế Công.

### Mở võ đường tại Canada
Khi sang Canada, ông mở võ đường và sáng lập môn phái lấy tên là Liên Đoàn Quốc tế Thiếu Lâm Vịnh Xuân Nam Anh Kung Fu, còn gọi là Việt Nam Vịnh Xuân Chính thống phái.
Một trong các học trò của võ sư Nam Anh tại Canada là Pierre Francois Flores, người đã đến Việt Nam thách đấu và tỷ võ với một loạt võ sư tại Việt Nam trong các năm 2009 và 2017.

## Gia đình
Ông lần lượt kết hôn với bảy người vợ. Người vợ thứ sáu của ông là bà Thanh Xuân, Hoa hậu Điện ảnh Việt Nam năm 1992. Ông và bà Thanh Xuân và có hai con chung, con gái là Katleen Phan Võ, và con trai là Phan Võ Đông Anh. Hai người hiện đã ly hôn.